# Uranium City

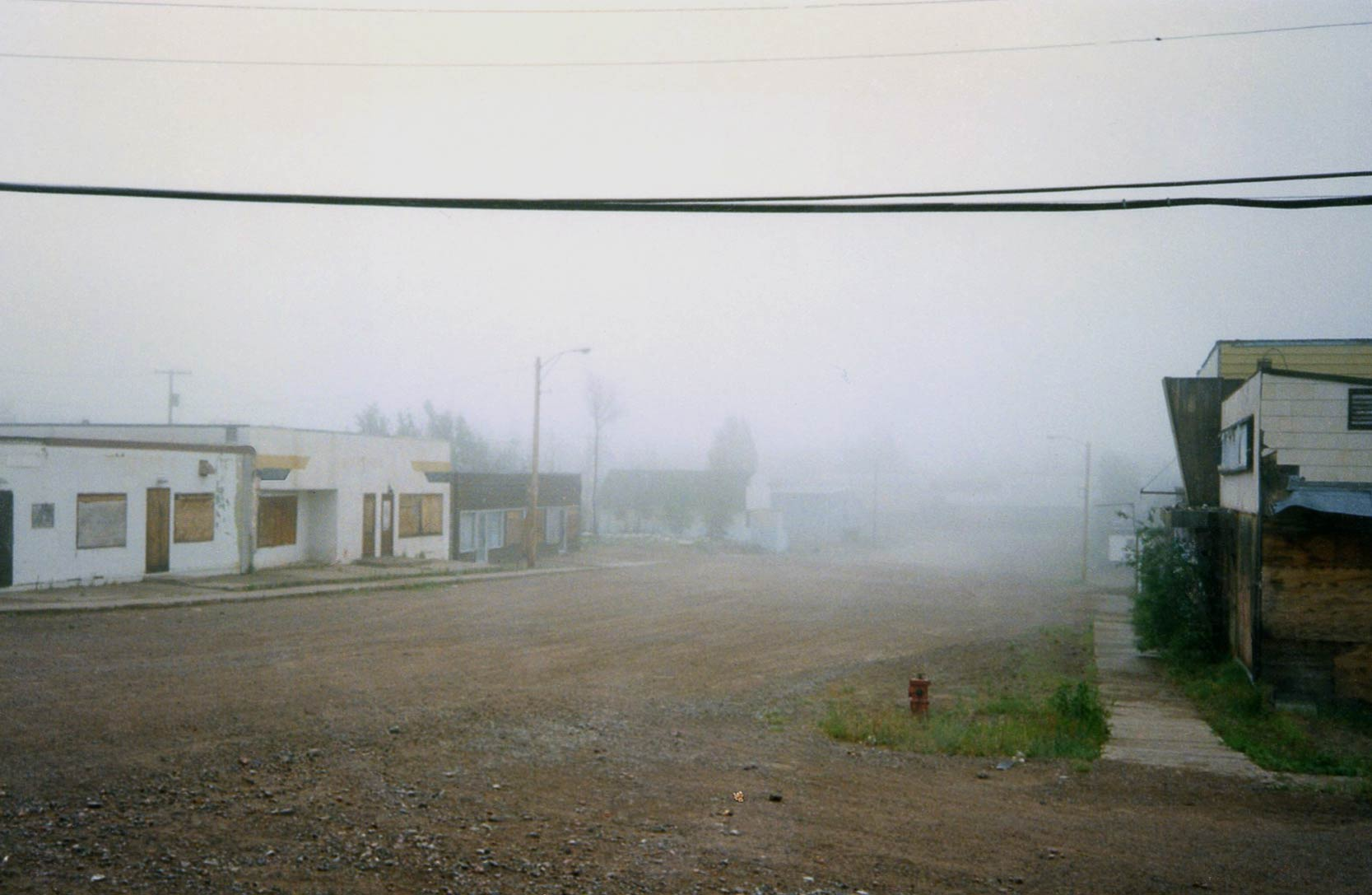
Huvudgatan i dimma.

Uranium City är en spökstad i nordvästligaste Saskatchewan i Kanada. I dag finns cirka 70 invånare i och runtomkring Uranium City, de flesta indianer. De flesta byggnader står tomma, av vilka en del har utsatts för vandalism.

## Historia
1952 beslöt den provinsiala regeringen att en stad skulle anläggas i området med syfte att tjäna närliggande urangruvor. Staden var som störst runt 1982, med närmare 5 000 invånare, vilket utgör gränsen för att få status som stad i Saskatchewan. Vid denna tidpunkt fanns bland annat bowlinghall, sjukhus och skola. 1983 upphörde uranbrytningen, vilket ledde till ekonomisk kollaps för staden. Cirka 300 personer stannade. 2003 lades sjukhuset ner, vilket gjorde att befolkningen sjönk ytterligare till omkring 70 personer.